# Порангату
Порангату (порт. Porangatu) — муниципалитет в Бразилии, входит в штат Гояс. Составная часть мезорегиона Север штата Гойяс. Входит в экономико-статистический микрорегион Порангату. Население составляет 40 436 человек на 2006 год. Занимает площадь 4820,485 км². Плотность населения — 8,4 чел./км².
Праздник города — 25 августа.

## Статистика
- Валовой внутренний продукт на 2003 год составляет 200 707 754,00 реалов (данные: Бразильский институт географии и статистики).
- Валовой внутренний продукт на душу населения на 2003 год составляет 5011,56 реалов (данные: Бразильский институт географии и статистики).
- Индекс развития человеческого потенциала на 2000 год составляет 0,769 (данные: Программа развития ООН).